# Sean Young
Mary Sean Young (Louisville (Kentucky), 20 november 1959) is een Amerikaans actrice. Ze speelde onder meer 'replicant' Rachael in de film Blade Runner.
Young begon als fotomodel en danseres. Haar carrière als actrice begon in 1980 in de film Jane Austen in Manhattan, waarna ze een klein rolletje in Stripes (1981) speelde. Ze brak door als Rachael in de cultfilm Blade Runner. Later speelde ze onder meer een chique call-girl tegenover Kevin Costner in de film No Way Out (1987) en in Dune, Wall Street en Ace Ventura: Pet Detective.
Later speelde ze voornamelijk in onafhankelijke films en met gastoptredens in televisieseries. Ze speelde een intense rol in Poor White Trash, een film die massaal werd genegeerd.

## Filmografie
- Biblioteca Nacional de España: XX1157506
- Bibliothèque nationale de France: cb13946296t (data)
- Catàleg d'autoritats de noms i títols de Catalunya: 981058518702906706
- Gemeinsame Normdatei: 13275360X
- International Standard Name Identifier: 0000 0001 1614 1965
- Library of Congress Control Number: no91006600
- Nationale Bibliotheek van Tsjechië: xx0065789
- Nationale Bibliotheek van Israël: 987007448613805171
- Nationale Bibliotheek van Polen: a0000002201643
- Nederlandse Thesaurus van Auteursnamen: 074054945
- SNAC: w64t7dpx
- Système universitaire de documentation: 079415121
- Virtual International Authority File: 29723318
- WorldCat: E39PBJwmYCf9JYthxHGqj49MT3